# Автошлях Т 2554
Автошля́х Т 2554 — автомобільний шлях територіального значення у Чернігівській області. Пролягає територією Ріпкинського району від Олешні до перетину з E95. Загальна довжина — 8 км.

## Маршрут
Автошлях проходить через такі населені пункти:
| Автошлях Т 2554      |        |
| Чернігівська область |        |
| Ріпкинський район    |        |
| Олешня               |        |
| Грибова Рудня        |        |
|                      | E95М01 |